# Wolframsäure
Wolframsäure (genauer Orthowolframsäure) ist eine Verbindung aus Wolframtrioxid und Wasser.

## Gewinnung und Darstellung
Wolframsäure entsteht unter anderem beim Ansäuern von Wolframatlösungen und vorsichtigem Erhitzen des zunächst ausfallenden Dihydrats (WO3 · 2 H2O).
So zum Beispiel durch Reaktion von Calciumwolframat mit einer Mischung aus konzentrierter Salzsäure und Salpetersäure.
{\displaystyle \mathrm {CaWO_{4}+2\ HX\longrightarrow H_{2}WO_{4}+CaX_{2}} }

## Eigenschaften
Die Verhältnisformel des Wolframtrioxid-Monohydrats lautet H2WO4, doch existieren im Gegensatz zur scheinbar analog aufgebauten Schwefelsäure (H2SO4) keine diskreten H2WO4-Moleküle. Stattdessen besteht Wolframsäure aus einem Schichtengitter aus WO6-Oktaedern. Die Anionen der Wolframsäure bestehen dagegen, analog der Sulfationen, aus WO42−-Tetraedern. Erstmals isoliert wurde sie von Carl Wilhelm Scheele im Jahr 1781 in Köping.
Wolframsäure löst sich leichter in Alkalien als Wolframtrioxid.